# Rùa mai mềm Trung Quốc nhỏ
Rùa mai mềm Trung Quốc nhỏ (danh pháp hai phần: Pelodiscus parviformis) là một loài rùa trong họ Trionychidae. Loài này được Tang miêu tả khoa học đầu tiên năm 1997.